# Agrippina di Mineo
Agrippina (243 – 23 giugno 258) è stata una santa romana.

## Biografia
Agrippina nacque nel 243 da una nobile famiglia cristiana. Il 23 giugno del 258 sotto il regno dell'imperatore Valeriano, fu martirizzata. Venne torturata in varie maniere: percossa con nodosi bastoni, flagellata, quasi soffocata sotto un grosso masso e messa sull'eculeo, fino alla decapitazione.

Il suo corpo fu sepolto a Roma nel cimitero di San Paolo fuori le mura. In seguito fu traslato in Sicilia da tre fanciulle: Bassa, sorella di Agrippina, Paola ed Agatonica. Il corpo della santa giunse a Mineo via Agrigento in contrada Lamia (Grotta di Sant'Agrippina), un luogo infestato da demoni fino all'arrivo delle sacre spoglie. In seguito venne portato in città ad opera della matrona romana Eupresia. Era il 17 maggio del 263. 

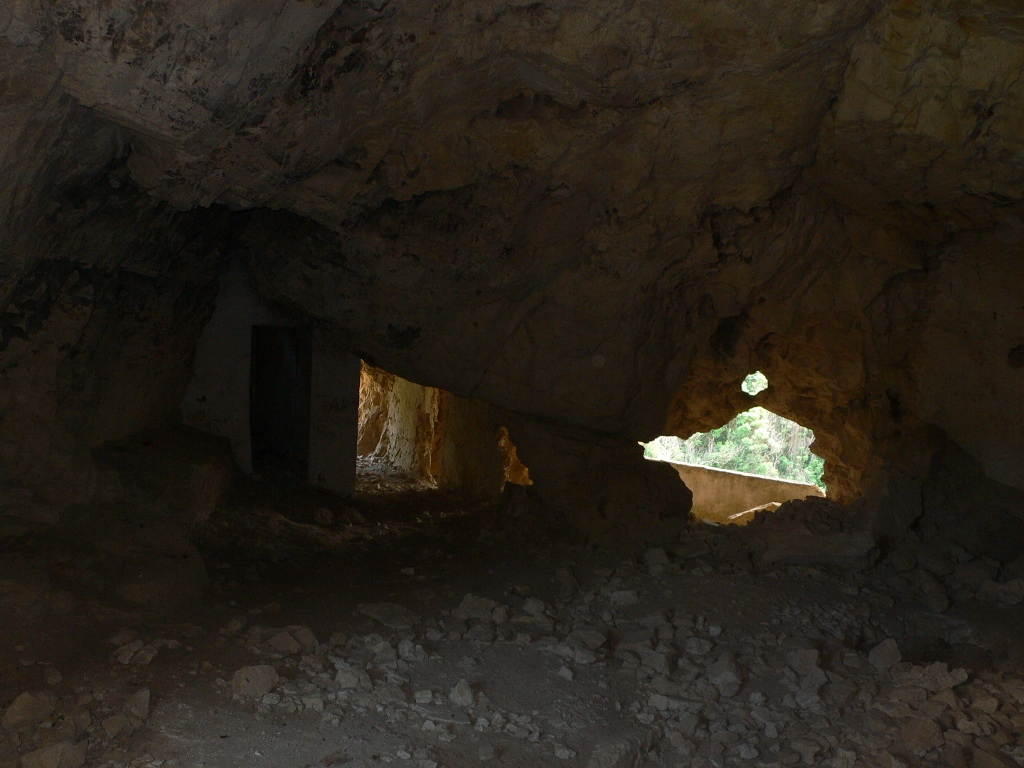
La grotta dove giunse il corpo della santa in contrada Lamia.

Il primo evento miracoloso si verifica proprio nella casa della nobile Eupresia: la figlia Teogonia, paralitica, viene prodigiosamente guarita. Secondo la tradizione le spoglie di Sant'Agrippina vennero occultate sotto la chiesa a lei dedicata.

## Culto
Agrippina è venerata a Mineo, dove la chiesa dedicata conserva una statua lignea della santa, degli inizi del XVI secolo, e attribuita a Giacomo de li Matinati o a Vincenzo Archifel.
Il culto è attestato poi a Militello in Val di Catania, Ferla, Scicli, Nicosia, Enna, Palermo.
Fuori dai confini italiani il suo culto si incontra in ambito ortodosso (Grecia, Romania, Russia), ma anche a Boston negli Stati Uniti e a Rosario in Argentina, dove è stato importato dagli emigrati menenini.

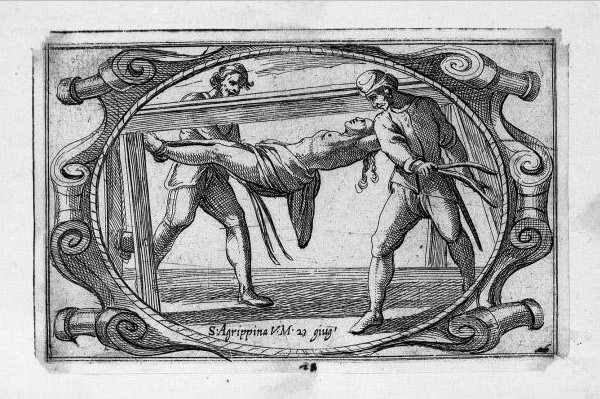
Il martirio di Sant'Agrippina (ill. Antonio Tempesta, 1600 ca.).

Agrippina è venerata in modo particolare:
- 11 gennaio, giorno che ricorda il patrocinio della Santa a causa del terremoto del 1693;
- Mercoledì Solenne di S. Agrippina, mercoledì della 3ª settimana di Quaresima;
- 17 maggio, ricorrenza della Traslazione del corpo da Roma a Mineo, preceduta dalla Diciassettina che va dall'1 al 17 maggio.
- 23 giugno, memoria universale del martirio della Santa.
- Ultime due domeniche di agosto, festa patronale a Mineo. Il sabato precedente la seconda domenica si ha il pellegrinaggio dei Nudi, uomini scalzi che vanno in processione gridando "Viva la nostra Patrona di Sant'Arpina!" (Viva la nostra patrona Sant'Agrippina!).

Gli attributi della santa sono: la croce, la palma, il Vangelo, il castello, la testa dell'imperatore Valeriano ai piedi, un demone incatenato.

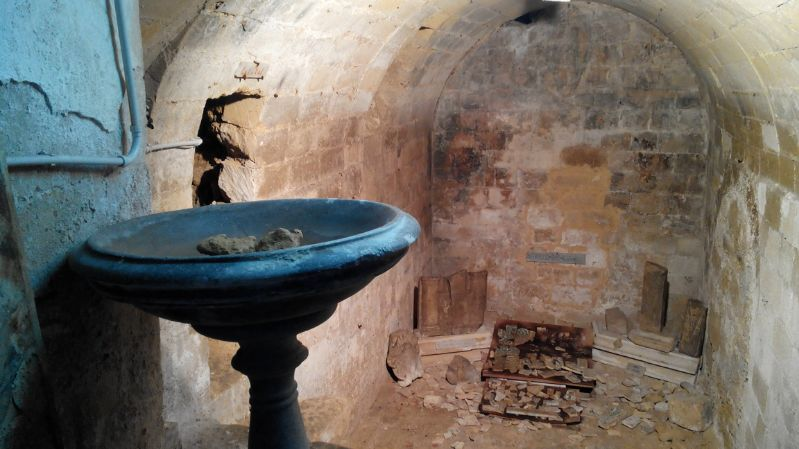
Cripta di Sant'Agrippina a Mineo.

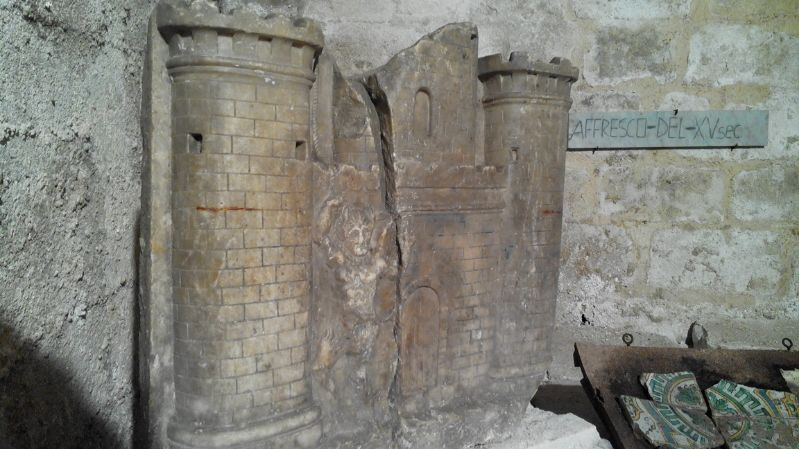
Particolare della cripta di Sant'Agrippina a Mineo.

- Cripta di Sant'Agrippina a Mineo.Particolare della cripta di Sant'Agrippina a Mineo.Lo storico Daniel Papebroch (XVII sec.) ipotizzò che, all'inizio del IX secolo, il corpo della Santa fosse stato traslato a Costantinopoli. Non c'è ragione di scomodare una simile ipotesi per giustificare la creazione di una innografia della Santa nella Chiesa di Costantinopoli e quindi nell'Ortodossia, se si pensa agli stretti rapporti fra il clero di Sicilia e il centro politico-religioso dell'impero romano d'Oriente lungo l'età bizantina.

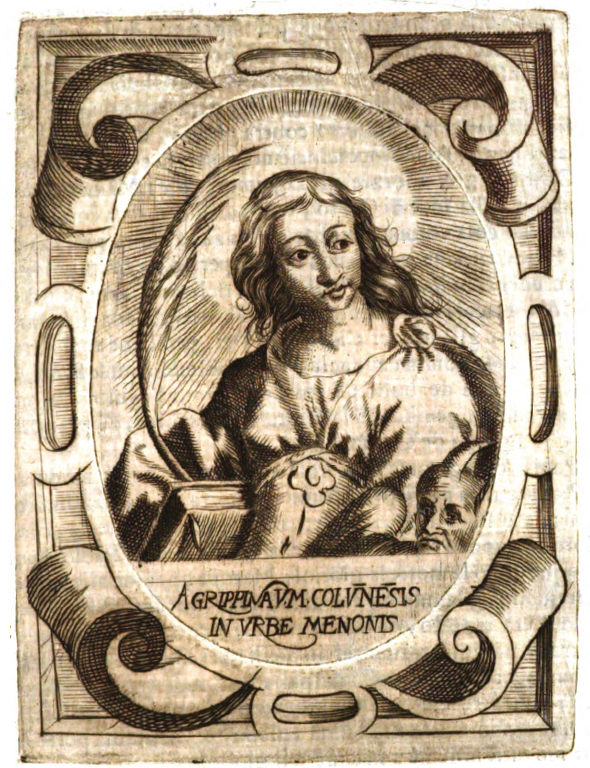
Sant'Agrippina (ill. tratta da Filadelfo Mugnos, "Historia della augustissima famiglia Colonna", 1658).

## Testimonianze del culto

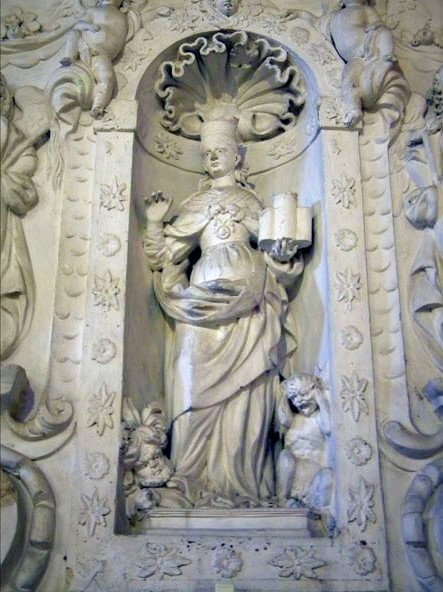
Statua in stucco di Santa Agrippina a Militello (Antonino Di Blanco, 1690).

- Statua in stucco di Santa Agrippina a Militello (Antonino Di Blanco, 1690).Nicosia: Contrada Sant'Agrippina, ex feudo dei baroni La Via.
- Enna: Via Sant'Agrippina - "Di tante chiese ci dà oggi testimonianza la ancor vigente toponomastica, così ci attestano le vie San Girolamo, Sant'Agrippina, la Chiesuola, si osservano le vestigia nella via omonima..." "Ed il tempietto di S. Agrippina di Mineo, creduto per molto tempo il centro della Sicilia, come lo è di Enna stessa". (Girolamo Orti, Raccolta accresciuta di viaggi, Volume 2, Verona, 1834).
- Scicli: statua marmorea del '400 all'interno della chiesa di San Giuseppe. Nel 1561 viene menzionata la confraternita di Sant'Agrippina.[1]
- Militello in Val di Catania: nella chiesa confraternale della Madonna della Catena è presente una statua in stucco della santa di fine '600. La nicchia che contiene la statua in passato era chiusa da una bella tela settecentesca raffigurante la santa. La tela oggi è conservata al Museo S. Nicolò della stessa città.

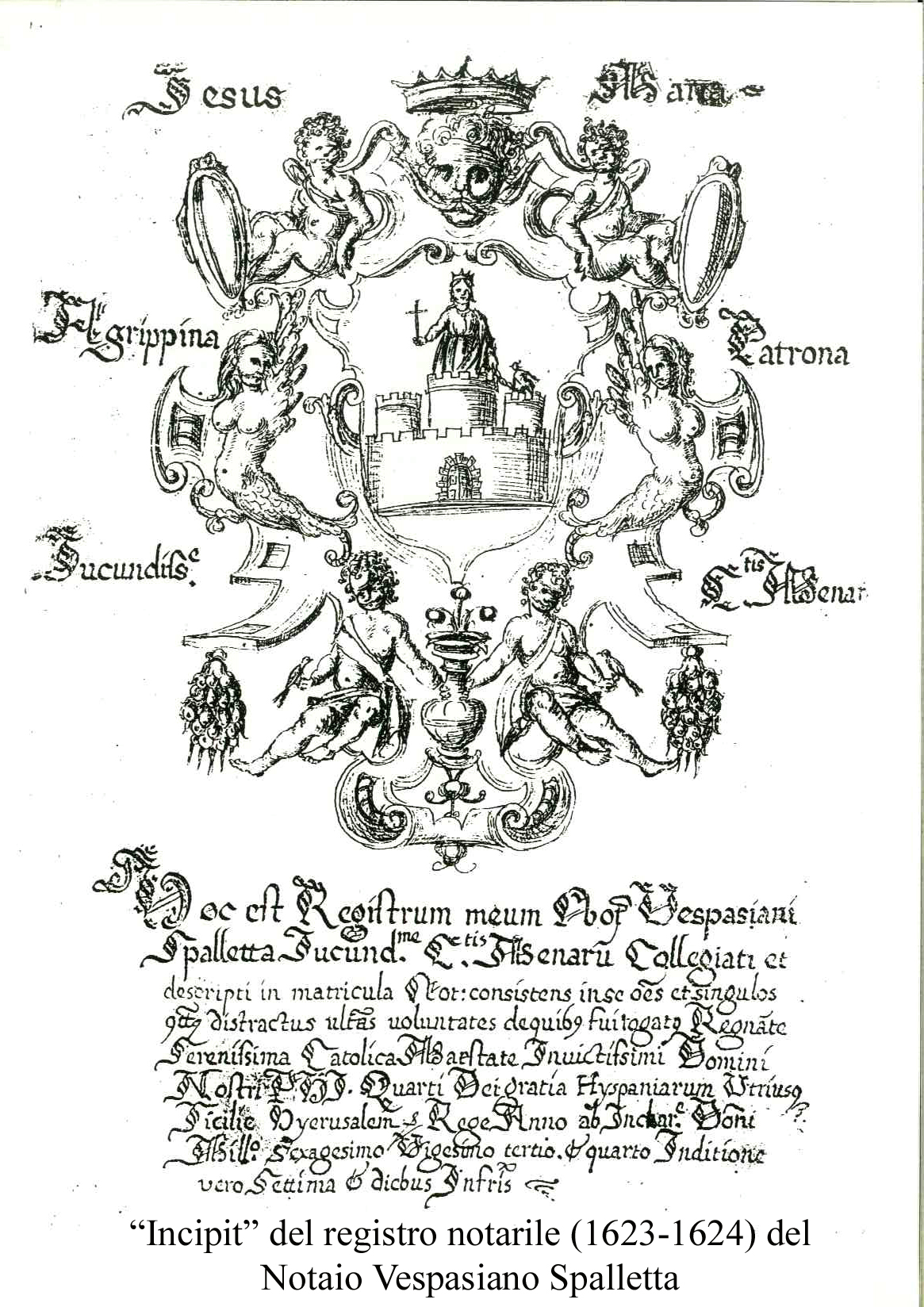
Una raffigurazione della Santa sul registro del notaio Vespasiano Spalletta.

- Boston: "Ogni anno, fin dal 1914, un gruppo di devoti paesani festeggiano per tre giorni la loro santa patrona nello storico North End di Boston, le celebrazioni finiscono l'ultima domenica di agosto. Sono necessari venti uomini per trasportare la statua".
- Ortodossia: Nel mondo ortodosso, in particolare in Russia, la santa è molto venerata. Il giorno dedicato al culto di Santa Agrippina (in russo Агриппина Римляныня [Agrippina Rimljanynja] o Агриппина Римская [Agrippina Rimskaja]) è il 23 giugno (6 luglio secondo il calendario gregoriano).[2]

## Testimonianze storico-letterarie
Ducitur, per sociashac Aggrippina Menonem.

Invida Martirij neutra Virgo desit.»
(Francesco Mancino, in Filadelfo Mugnos, Historia delle augustissima famiglia Colonna, 1658)
In urna ignota le reliquie belle

di te giaccino Martire Agrippina

per voluntà divina

nel menino monte

che la gemina fronte

erge superbo al regno de le stelle.
Hor più ignota non sei, sei nota al mondo

di genitor giocondo

dei Colonnesi invitti eccelsa prole,

ogni superba mole

vien per tua virtù atterrita, e fratta

ed ogni mete nelle tue glorie, e estratta.»
(Angelo Albertini, in Filadelfo Mugnos, Historia delle augustissima famiglia Colonna, 1658)
Si è fatta menzione di questa Traslatione: poiché da esse ci son venute a notizia varie memorie di Persone, che a quell'età fiorivano in santità di Vita, e l'espulsione de' Demonj , che si erano impossessati dell'orrida spelonca di Drafone, oggi detta Grotta della Lamia, poche miglia distante dalla Gioconda Città dì Mineo, sotto il Monte di Catalfaro, a cui sovrastava la Città di Erice Mediterranea. Dall'Istoria della medesima Traslazione si pruova pure, che in que' tempi si era già propagata in Sicilia la Vita Monastica ancor fra le Donne (intrapresa molt'anni prima) poiché la Beata Eupresia; della quale si fa memoria in quelli Atti, vestìtasi dell'Abito Monastico, resa la pace alla Chiesa , prese ad abitare nella Chiesa di S. Agrippina, da lei fabbricata, colla Beata Tegonia fua Figlia.»
(Francesco Aprile, Della cronologia universale della Sicilia)
(Michele Amari, Storia dei musulmani di Sicilia)

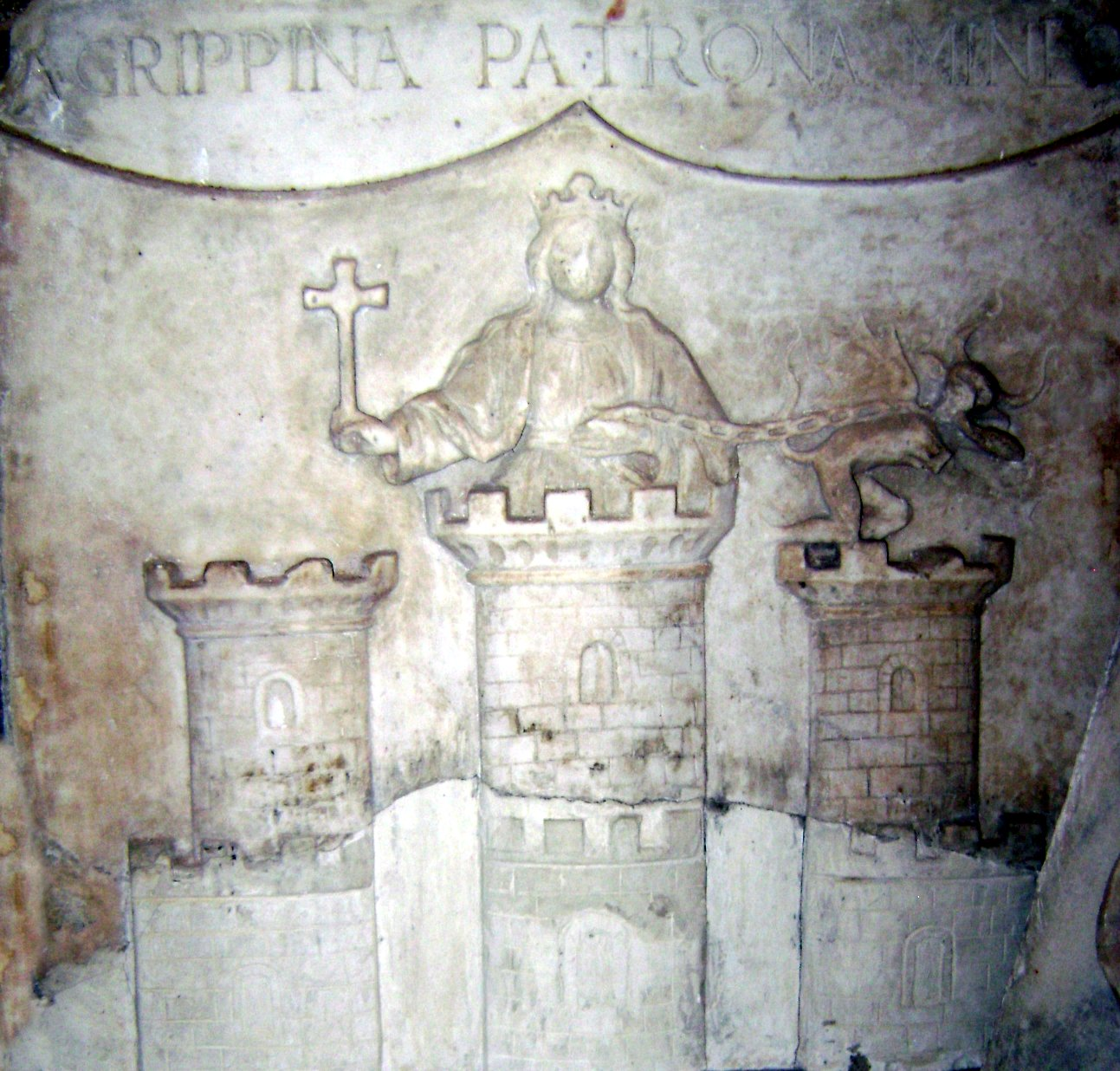
Sant'Agrippina: riproduzione marmorea dell'apparizione della santa durante l'assedio dei saraceni (XVI sec.).

che il corpo della martire fu recato a Cartagine. Ma ciò non impedisce che anche a Girgenti non sia oggetto di venerazione una sua pianella lasciatavi, dicesi, come ricordo del mortuario viaggio. La particolarità più curiosa del giorno della festa è la costante osservazione che fa il popolo d'un visibile cangiamento di colore sulla fisionomia della statua, e della impreteribile apparizione di una mosca che va a posarle sul naso e credesi da molti sia l'anima della Santa. Ma non sarà malizia l'osservare che la solennità succede in luglio, e che il caldo, il legno, e la vernice forse entrano per qualche cosa in cotesto miracolo.
Come saggio di costumi, voglio qui accennare che negli anni addietro sparì il castello d'argento massiccio che la statua portava sulla mano sinistra, simbolo del patronato di quella città, che possiede le ruine d'una fortezza greco-sicula, e i canonici della chiesa non hanno saputo far tacere la voce pubblica che li accusa quali autori di tale mancanza. La devozione di Santa Agrippina, fra quella popolazione riputatissima in tutta Sicilia come una popolazione di poeti, dà origine ad un uso che non ismentisce la fama. Ad un miglio e mezzo dalla città trovasi una roccia chiamata ancora col vetusto nome di Lamia, ove, narra la leggenda, abitavano i diavoli prima che Santa Agrippina non arrivasse a scacciarneli. Grotte spaziosissime, scavate in quei fianchi massicci, vengono al giorno d'oggi additate per il palazzo infernale d'un tempo, e il loro aspetto affumicato e privo di luce conferma nelle fantasie volgari la narrazione. Solo forse grotte trogloditiche, come se ne veggono anche sulla cresta dell'Erice lì presso, ove trovansi pure i resti d'un edificio greco somigliante ad un bagno. L'immagine del popolo non sa contemplare quegli antichi ruderi senza vivificarli con un alito di poesia. Le grotte trogloditiche dell'Erice hanno ricevuto quindi una leggenda loro particolare, e quella chiamata la Grotta dalle sette porte dicesi contenga un immenso tesoro incantato, alla guardia del quale veglia un mercante cogli abiti rossi. Parecchi contadini hanno creduto vederlo, e qualcuno afferma anche di avergli parlato in certe ore della notte. La grotta della Lamia al presente è trasmutata in un meschinissimo santuario, con un povero altare di pietra ed un misero quadro che raffigura la Santa. Un eremita, che non è legato da alcun voto religioso, coltiva i campi annessi al romitorio, e provvede al culto. Qualche volta i silenzi di quella poetica vallata vengono interrotti da rosari recitati ad alta voce, uniti ad acutissime e prolungate grida di evviva!»
(Luigi Capuana, Di alcuni usi e credenze religiose della Sicilia)
(Giovanni Verga, La lupa)
A questa conclusione era arrivato con la scorta d'un antico leggendario di Santa Agrippina. Ed era lieto e soddisfatto di una pagina che aveva trovato modo d'inserire nell'arida discussione topografica, per descrivere il viaggio delle tre vergini Bassa, Paola e Agatonica, che avevano recato per mare da Roma il corpo della santa martire dell'imperatore Valeriano. Non era dubbio che le tre vergini fossero approdate col corpo della santa alla spiaggia agrigentina, in un luogo detto Lithos in greco e Petra in latino, quello stesso oggi chiamato Petra Patella, o Punta Bianca.»
(Luigi Pirandello, I vecchi e i giovani)